# Zora y los hibernautas
Zora y los hibernautas es una historieta de ciencia ficción desarrollada desde 1980 hasta 1982 por el autor español Fernando Fernández, con la colaboración en los primeros capítulos del guionista Nicola Cuti, para la revista "1984". Constituye la historieta más original de Fernández, tanto en el aspecto temático como en el plástico.

## Trayectoria editorial
La serie fue creada para la revista española 1984, pero buscando desde el principio la comercialización internacional, por lo que se contrató a un guionista extranjero. Éste la abandonaría, disconforme con las libertades que Fernández se tomaba en la realización.
Tuvo varias ediciones en el extranjero (7 traducciones) y en álbum.
Una edición reciente, del año 2004, fue llevada a cabo por Glénat España, con prólogo del propio Fernández.

## Valoración
Javier Coma compara esta obra con "un gran castillo de fuegos artificiales, pleno de digno sentido del espectáculo", en el que las ideas visuales del autor exceden a los conceptos dramáticos.